# Poinçonnage
Le poinçonnage est, selon le corps de métier, une marque ou poinçon laissés sur un objet ou une perforation occasionnée par une poinçonneuse.

## Synonymes
Buriner, cacheter, estampiller, graver, marquer, percer, perforer.

## Marquage
Le poinçonnage consiste à laisser une marque plus par déformation que par enlèvement de matière comme le perçage. Généralement, on le facilite en chauffant plus ou moins le matériau à aléser.

## Perforation-poinçonnage
Dans le cas d’enlèvement de matière, le poinçonnage peut être assimilé à du « cisaillage de forme fermée » ; c’est-à-dire découper des pièces dans un matériau, généralement de faible épaisseur à l’aide d’un poinçon et d’une matrice. La partie de matière enlevée est appelée « débouchure ».

### Habillement et maroquinerie

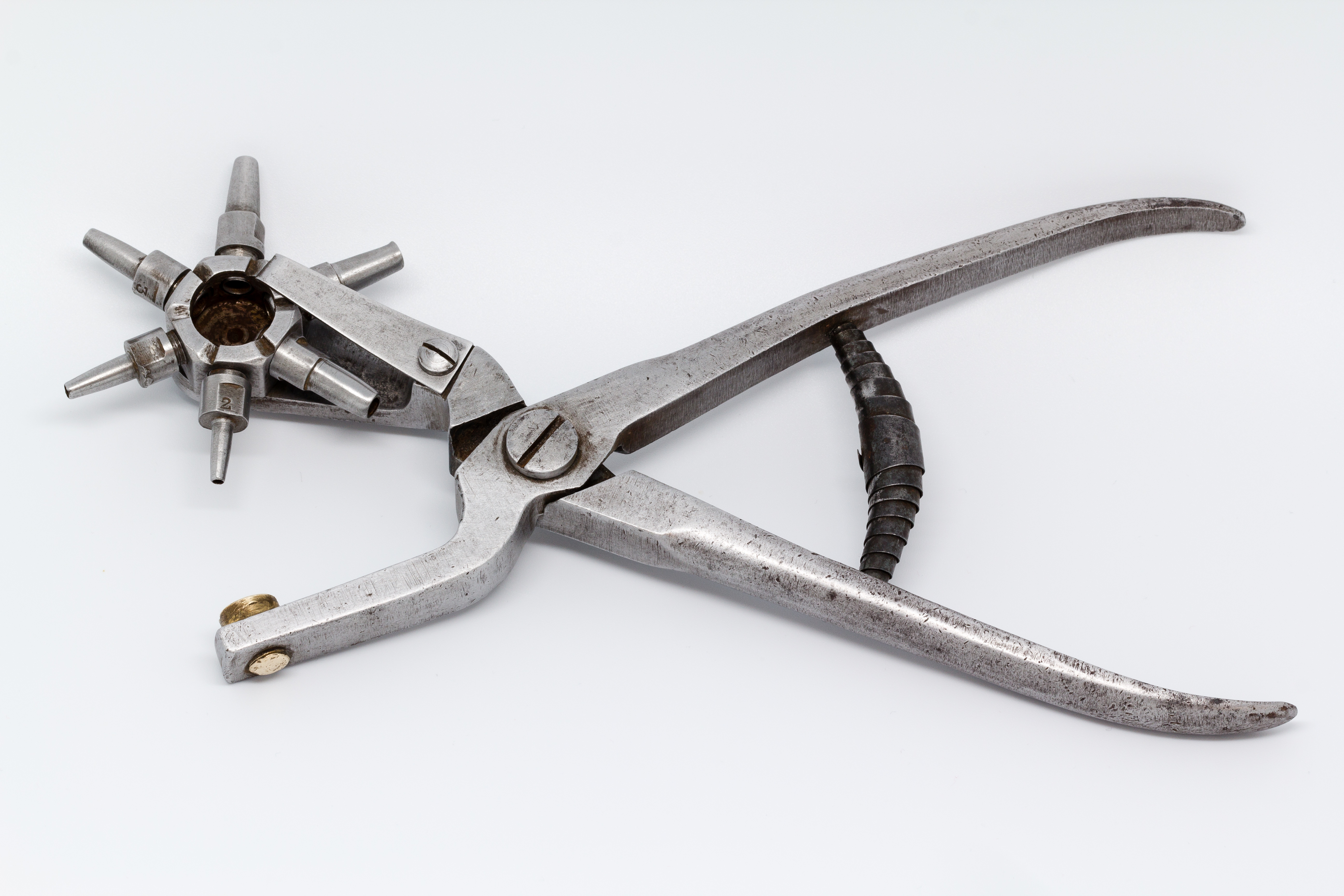
Poinçonneuse à main.

- Dans le domaine de la maroquinerie, on utilise des poinçons ou alênes pour percer le cuir ou une poinçonneuse à main pour de plus grosses perforations (du type trous dans une ceinture).
- Dans le domaine de l’habillement et de la couture, le poinçon sert également à pratiquer de petites perforations le long d’un tracé réalisé sur un patron.

### Métallurgie

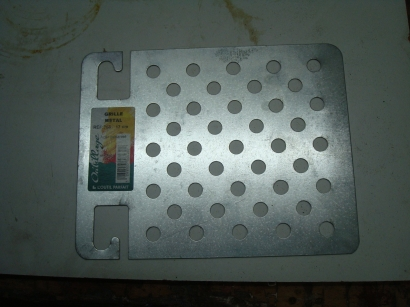
Tôle perforée par poinçonnage.

Le poinçonnage consiste à enlever de la matière. La forme poinçonnée peut être quelconque en fonction des besoins et du couple poinçon-matrice.  La partie enlevée, appelée « débouchure », peut être soit du rebut comme dans le cas de fabrication de tôle perforée, soit la pièce utile (ou pièce brute appelée « flan ») qui servira à la fabrication d’un objet par emboutissage ou par tout autre usinage.
Sur les machines modernes de production, le poinçonnage est couplé avec la phase de grignotage pour le découpage rapide et sans déformation, de formes complexes dans des tôles minces.

## Sources et références
- Cours de technologie générale des mécaniciens, classe de 1re, lycée technique.
- Cours de perfectionnement au BP-dessin et BTS-BE, Automobiles Peugeot, Sochaux.